# Апшеронськ
Апшеронськ — місто в Росії, адміністративний центр Апшеронського району Краснодарського краю.
- Населення 39,6 тис. осіб (2005)
- Місто розташоване на північному схилі Головного Кавказького хребта, на річці Пшеха (басейн Кубані, ліва притока річки Біла), за 103 км на південний схід від Краснодара, за 43 км від Бєлорєченська, за 5 км від кордону з Адигеєю.
- Залізничні станції Апшеронська і Нефтегорська — кінцеві на залізниці від лінії Армавір — Туапсе.

## Історія
Апшеронська станиця була заснована в 1863 році, як поселення при таборі Апшеронського полку російської армії, що отримало назву за місцем розквартирування біля Апшеронського порту (острів Піраллахи біля Апшеронського півострову) під час перського походу Петра I у 1722—1723 роках. Мета полку була — упокорення черкеського аулу Хадижі. Полк розквартирувався у впадання річки Тухі до Пшеха.
У 1931 році станиця була перетворена в робітниче селище Апшеронський, з перенесенням сюди районного центру.
За німецько-радянської війни селище було окуповане з 14 серпня 1942 року по 27 січня 1943 року. В районі пам'ятника Вічного вогню розстріляно близько 5000 червоноармійців й мешканців міста.
23 жовтня 1947 році робітниче селище отримало статус міста й ім'я Апшеронськ.

## Економіка
- Лісокомбінат (пиломатеріали, фанера, шпона, паркет, тара тощо)
- Виробництво музичних інструментів
- Апшеронська вузькоколійна залізниця

## Уродженці
- Горбатко Валерій Степанович (* 1949) — директор Одеського припортового заводу, заслужений працівник промисловості України, лауреат Державної премії України в галузі архітектури.